# Sargus darius
Sargus darius är en tvåvingeart som beskrevs av Hardy 1932. Sargus darius ingår i släktet Sargus och familjen vapenflugor. Inga underarter finns listade i Catalogue of Life.